# براين لندن
براين لندن (بالإنجليزية: Brian London) مواليد 19 يونيو 1934 في درم، إنجلترا، هو ملاكم بريطاني سابق صنّف ضمن فئة الوزن الثقيل. كان خصمه في نزاله الأخير هو جو بوجنر حيث خسر أمامه.

## إحصائيات
خاض خلال مسيرته 58 نزالا، فاز في 37 وتعادل في 1 وخسر في 20. فاز بالضربة القاضية في 26 نزالا.

## روابط خارجية
- براين لندن على موقع بوكس ريك (الإنجليزية) (registration required)